# Puccinia lithospermi
Puccinia lithospermi är en svampart som beskrevs av Ellis & Kellerm. 1885. Puccinia lithospermi ingår i släktet Puccinia och familjen Pucciniaceae.   Inga underarter finns listade i Catalogue of Life.